# Sedat Artuç
Sedat Artuç (Oltu, 9 giugno 1976) è un ex sollevatore turco medagliato olimpico e mondiale, ha gareggiato principalmente nella categoria dei pesi gallo.

## Biografia
Artuç ha conseguito il primo risultato importante a livello internazionale nel 1998 ai Campionati europei di Riesa, vincendo la medaglia d'argento alle spalle del bulgaro Ivan Ivanov.
Successivamente ha vinto ai Campionati europei di sollevamento pesi un'altra medaglia d'argento ad Antalya 2002 alle spalle del bielorusso Vital' Dzerbjanëŭ e due medaglie d'oro a Kiev 2004 e a Sofia 2005.
Nel 2003 ha vinto la medaglia di bronzo ai Campionati mondiali di Vancouver e nel 2004 ha ottenuto la medaglia di bronzo alle Olimpiadi di Atene con 280 kg., giungendo alle spalle del connazionale Halil Mutlu con 295 kg. e del cinese Wu Meijin con 287,5 kg. Artuç ha terminato quella gara avendo sollevato lo stesso peso del bielorusso Vital' Dzerbjanëŭ e del colombiano Óscar Figueroa, ma gli è stata assegnata la medaglia di bronzo grazie al suo inferiore peso corporeo rispetto a quello dei due avversari.
Ha vinto, inoltre, una medaglia d'oro e due medaglie d'argento ai Giochi del Mediterraneo del 2005 e del 2009.
Nel 2005 Artuç è stato squalificato per due anni per doping e successivamente è rientrato alle gare ed ha partecipato alle Olimpiadi di Pechino 2008, durante le quali non è riuscito a classificarsi, fallendo i tre tentativi alla quota di ingresso nella prova di strappo.